# Сосенки (парк, Котловка)
Сосенки — парк в районе Котловка Юго-Западного административного округа Москвы, расположенный между Нагорным бульваром и Нахимовским проспектом, примыкает к долине реки Котловки.

## История
Парк получил своё название из-за обилия сосен, произрастающих на его территории. Считается, что это остатки сосновой рощи Чищоба — части древнего селища Старое Шашеболцово, существование которого относят примерно к XII веку.
Часть парка примыкает к долине реки Котловка — правому притоку Москвы-реки. Именно в «Сосенках» река выходит из коллектора. Здесь же находятся Левобережный и Нижний правобережный родники — одни из наиболее мощных и чистых в Котловке.
В 70-летнюю годовщину празднования Дня Победы на территории «Сосенок» был открыт памятный знак, представляющий собой броню танка Т-34, принимавшего участие в Великой Отечественной войне, на которой выгравирована надпись: «В честь героев, павших за Родину».
Летом 2015 года в парке были проведены работы по благоустройству территории: обновлены цветники и газоны, положен новый асфальт на дорожках и безопасное резиновое покрытие на детских площадках, установлены скамейки и выполнена реконструкция спортивной площадки.

## Досуг
На прибрежной части парка оборудованы зоны для пикников. Кроме этого в «Сосенках» есть площадки для игры в мини-футбол, баскетбол и волейбол, а также спортивный развивающий комплекс для детей.
Парк «Сосенки» традиционно используется для празднования Дня города Москвы, Дня Победы и других общегородских мероприятий, а также спортивных соревнований.

## Галерея

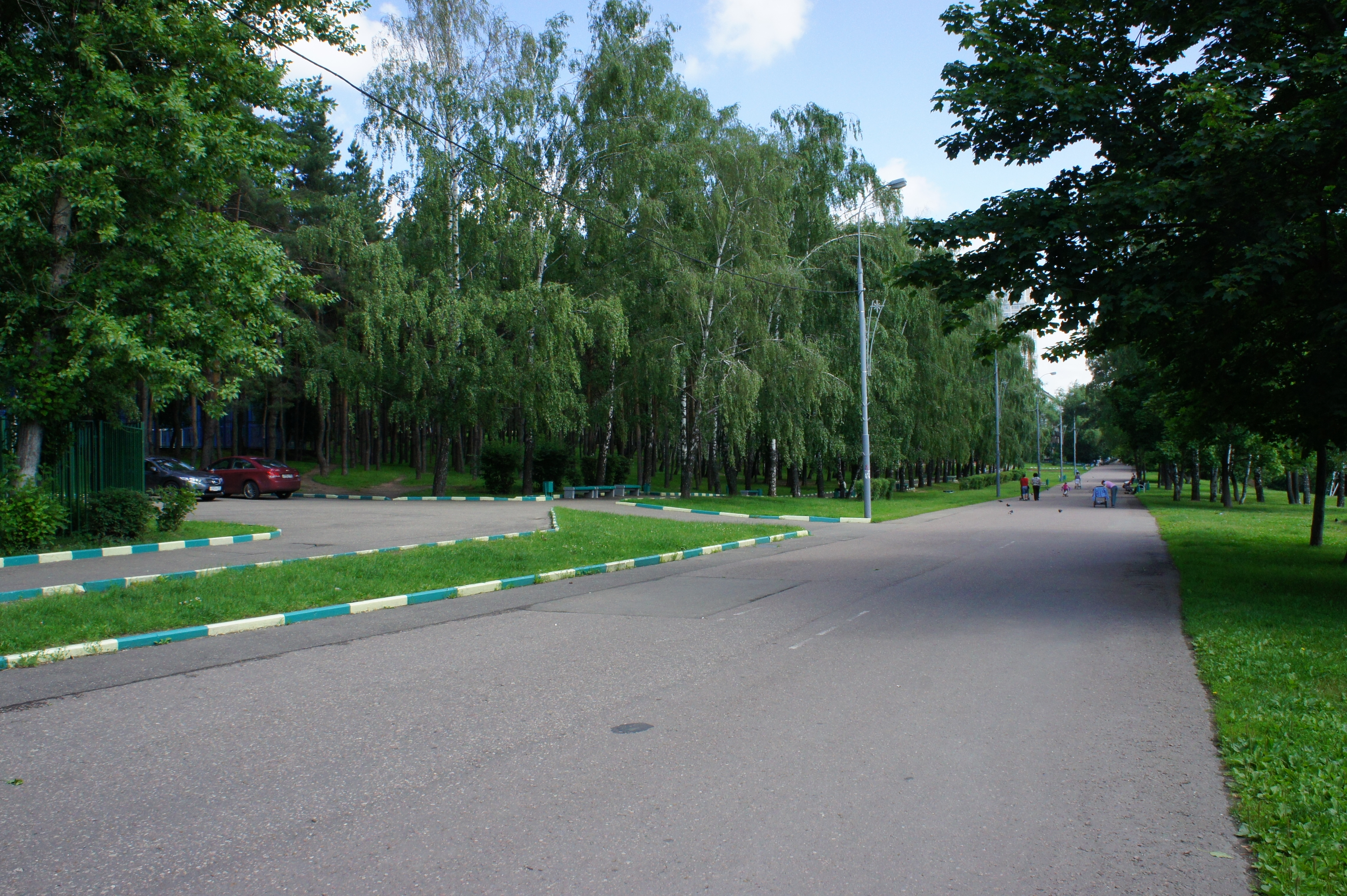
Аллея парка, 2012
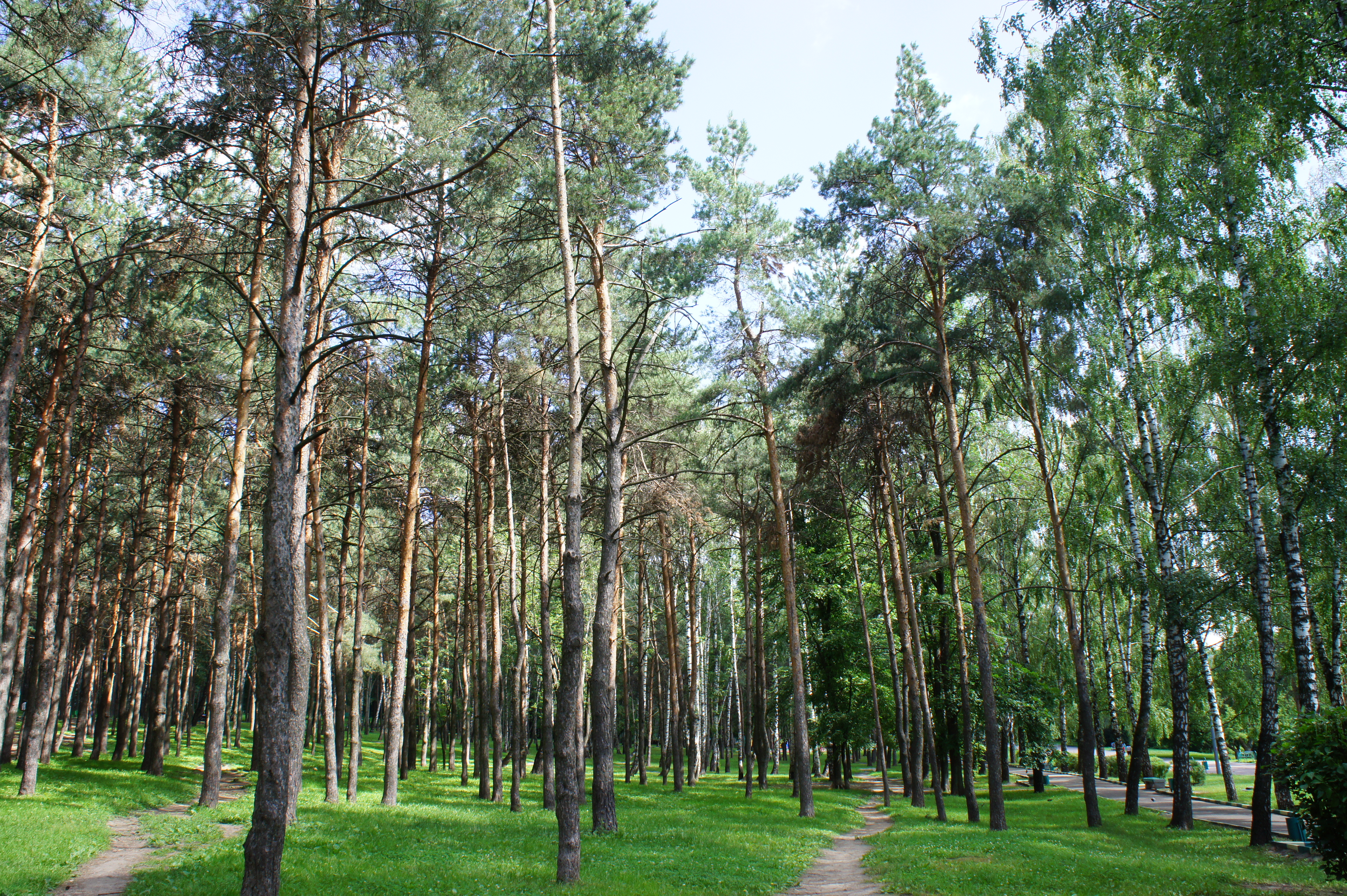
Сосны в парке, 2012
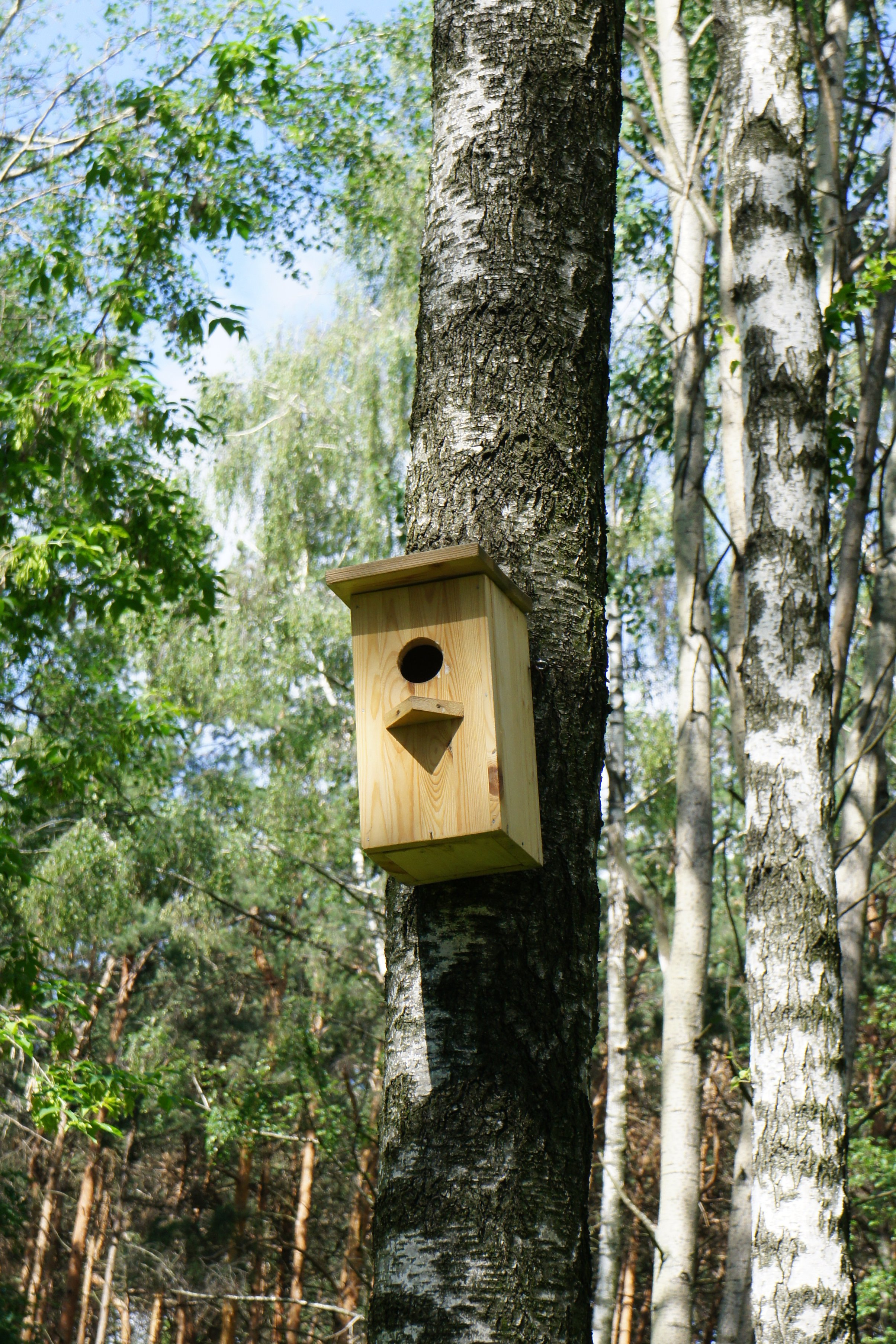
Скворечник, 2012
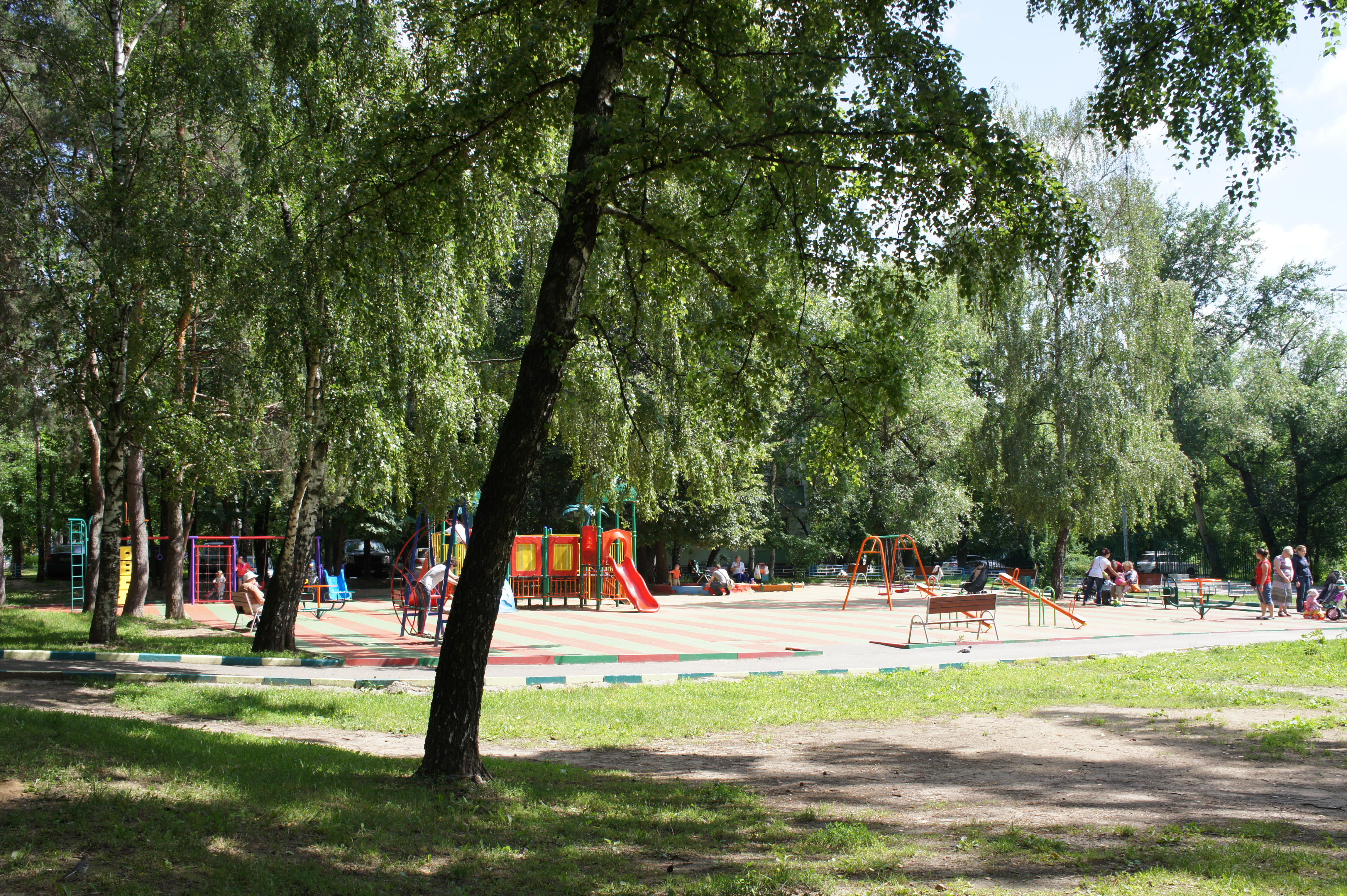
Детская площадка, 2012
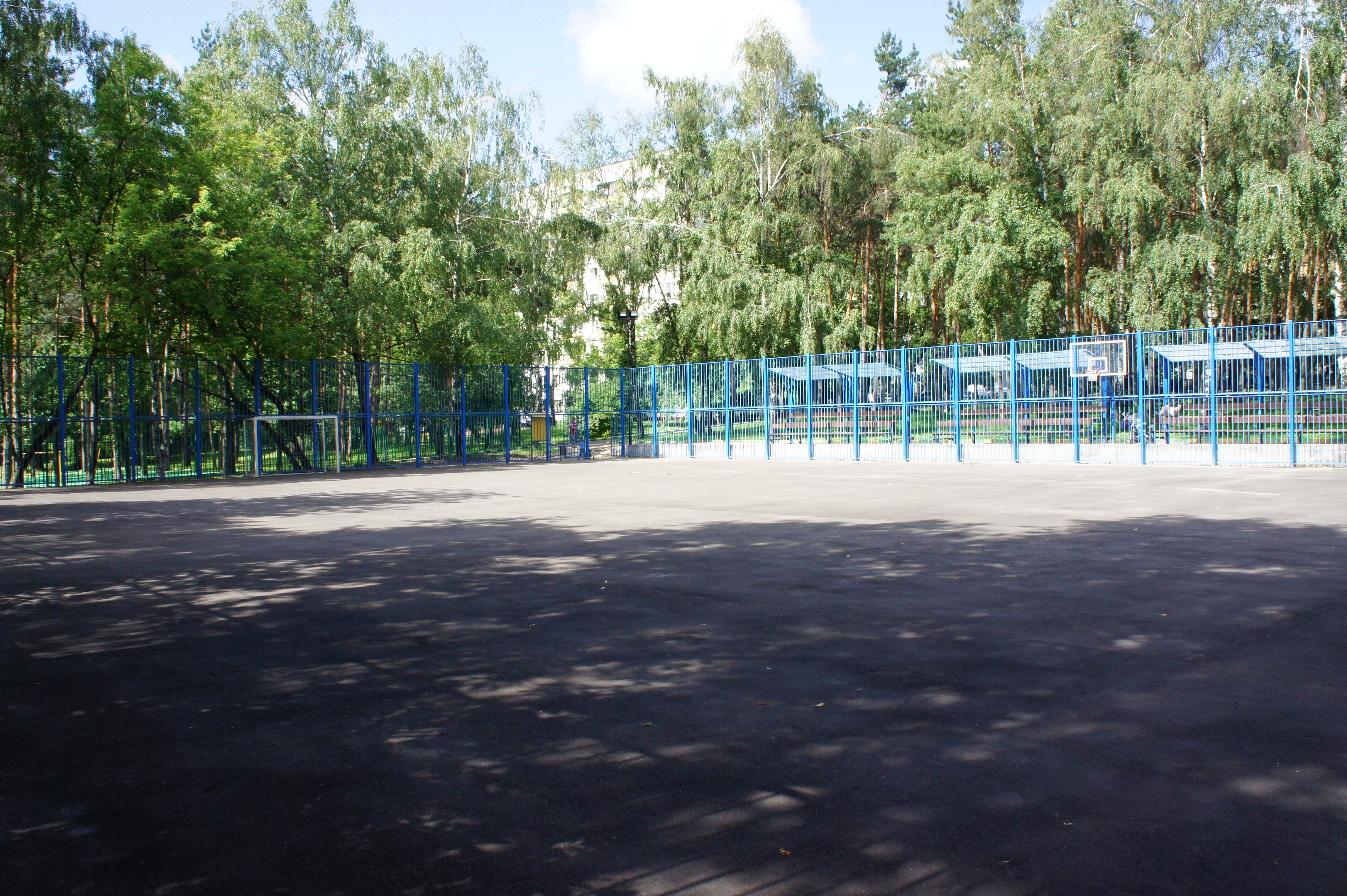
Площадка для мини-футбола, 2012

## Как добраться
- От станции метро «Нагорная», далее пешком 15-20 минут.
- От станций метро «Нахимовский проспект» и «Профсоюзная», далее автобусы т52, 219, 487 до остановки «Школа».